# Stéphano Carrillo
Pour les articles homonymes, voir Carrillo et Calderón.
Stéphano Carrillo, né le 7 mars 2006 à Gómez Palacio, est un footballeur mexicain qui joue au poste d'avant-centre au Feyenoord Rotterdam.

## Biographie

### Carrière en club
Né à Gómez Palacio au Mexique, Stéphano Carrillo est formé par les Santos Laguna, qu'il a rejoint avec les moins de 13 ans, en provenance de Cuencamé,,.

### Carrière en sélection
En octobre 2021, Stéphano Carrillo est appelé pour la première fois avec l'équipe du Mexique des moins de 17 ans,.
Il est ensuite convoqué avec les moins de 17 ans pour participer au Championnat d'Amérique du Nord, centrale et Caraïbe du Sud des moins de 17 ans qui a lieu en février 2023. 
Le Mexique remporte la compétition en battant les États-Unis en finale (3-1), Stéphano Carrillo marquant le premier but du match,,.
Avec huit buts au total, il termine meilleur buteur de la compétition continentale,.

## Palmarès
Mexique -17 ans
- Championnat d'Amérique du Nord, centrale et Caraïbe
  - Champion en 2023